# Emberiza pusilla
El escribano pigmeo (Emberiza pusilla) es una especie de ave paseriforme de la familia Emberizidae que vive en Asia y Europa nororiental.

## Descripción

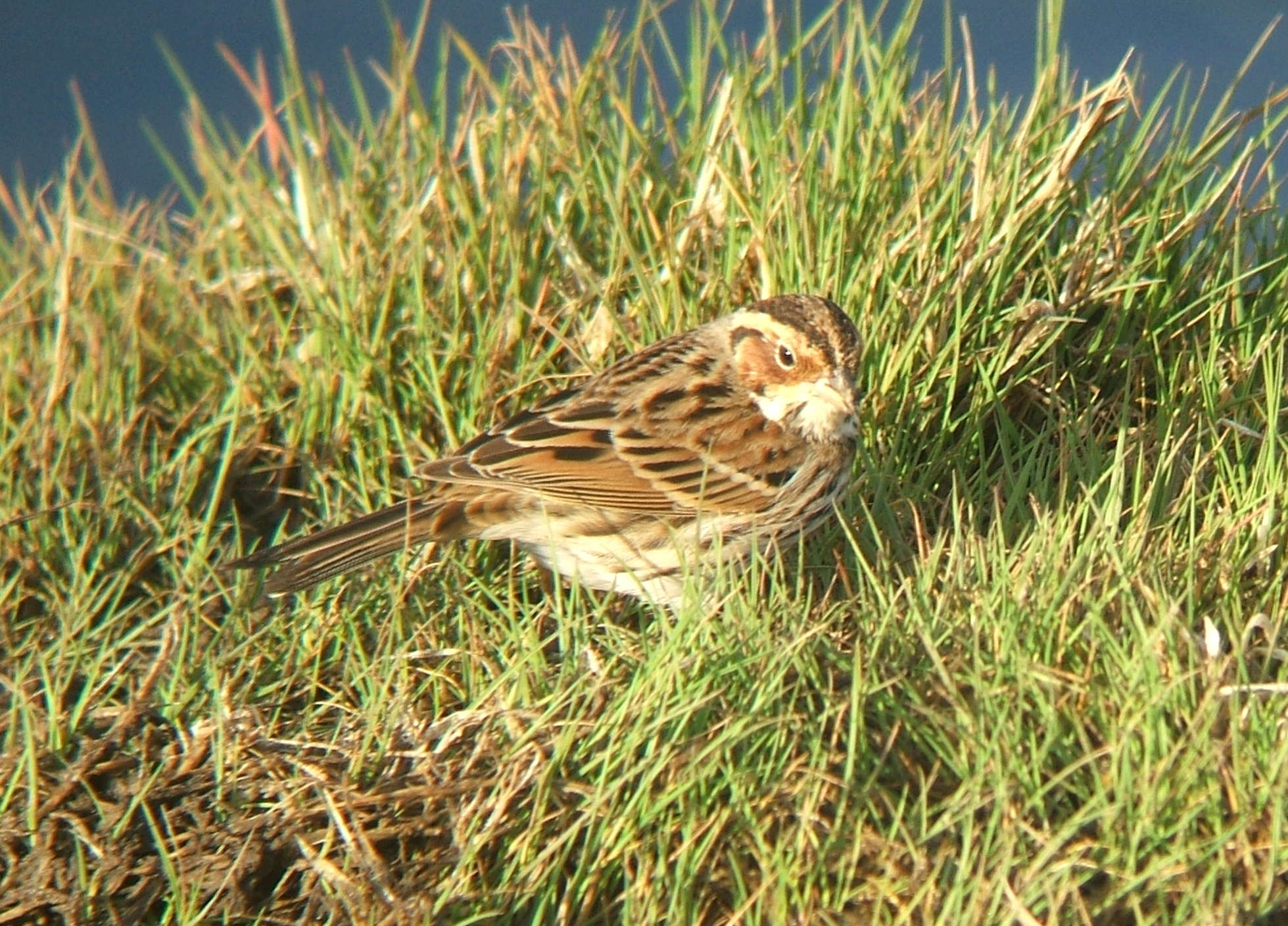
Presentan la cabeza con listas de varios tonos.

El escribano pigmeo mide entre 12 y 13,5 cm. Sus partes superiores son de color pardo densamente estriadas en oscuro, y sus partes inferiores blancas con vetas negruzcas principalmente en el pecho. Su cabeza presenta un patrón listado: el rostro es de color castaño, tiene bigoteras blancas y una lista pileal media clara, mientras que las listas pileales laterales, las oculares y las malares son negruzcas. Su anillo periocular es blanco. Ambos sexos tienen un aspecto similar.

## Distribución y hábitat

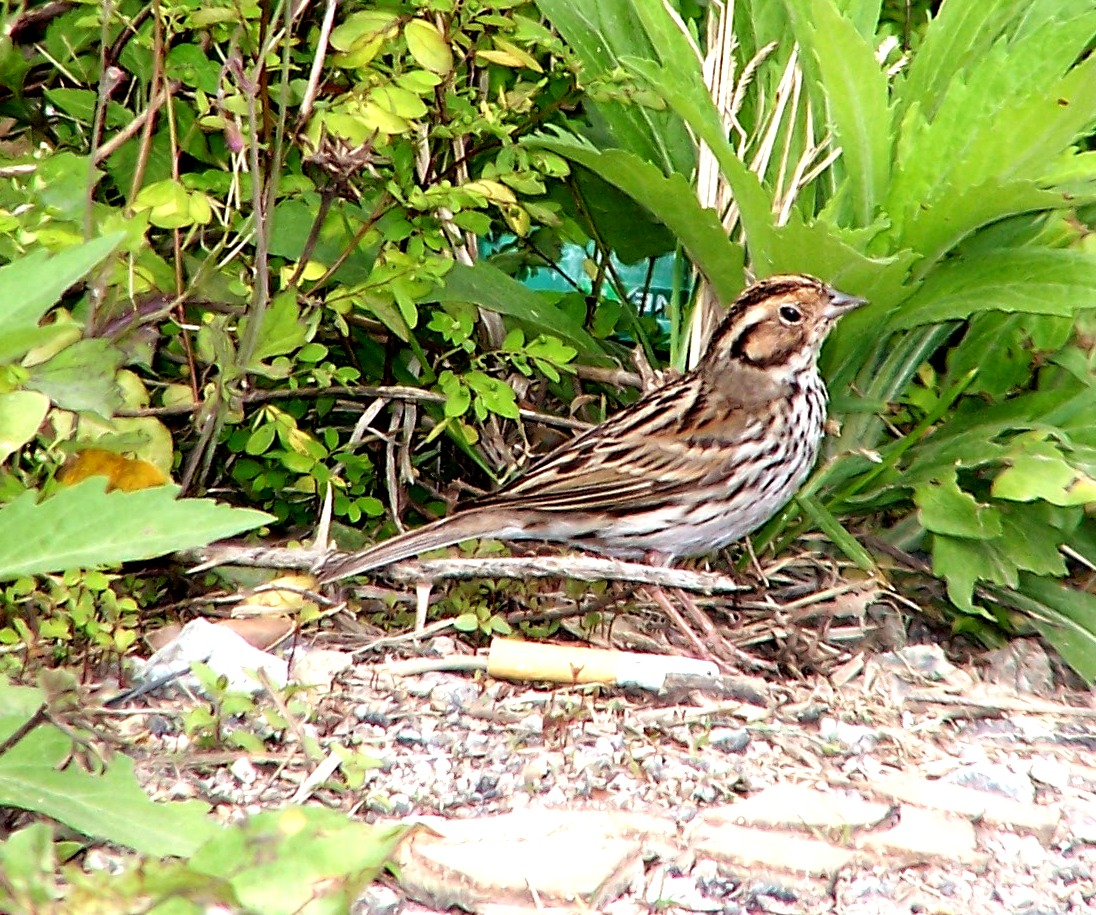
Escribano Chico Emberiza pusilla.

El escribano pigmeo es un ave migratoria que cría en la taiga, extendiéndose por todo el norte de Eurasia, desde el este de Escandinavia hasta el extremo nororiental de Asia, y que se desplaza al sur para pasar el invierno en  China meridional y regiones adyacentes hasta el extremo nororiental del subcontinente indio. Estas aves permanecen en sus cuarteles de invierno bastante tiempo, capturándose especímenes hasta finales de marzo en Yunnan. En Bután donde pasa el invierno una pequeña población suele encontrarse en campos agrícolas principalmente entre los 1000 y los 2000 m s. n. m. En Europa occidental es un divagante raro.  
Suele criar en bosques abiertos de coníferas, con frecuencia con algunos abedules o sauces.

## Comportamiento
Se alimenta principalmente de semillas, complementando su dieta con insectos, especialmente durante la época de cría.
Anida en los árboles donde suele poner entre 4–6 huevos. 